# The Last Assault
The Last Assault (en rumano, Noi, cei din linia întâi) es una película de drama rumana de 1986 dirigida por Sergiu Nicolaescu. Está ambientado durante la Segunda Guerra Mundial, durante el período en que Rumania se unió a los Aliados contra el Eje.

## Sinopsis
Horia Lazăr (Alexandru) es un oficial entusiasta pero sin experiencia al que se le dio el mando de las tropas rumanas. Su unidad marcha a través de Transilvania, Hungría y Checoslovaquia, durante las cuales sufre numerosas bajas. Gran parte de la segunda mitad de la película cubre el asedio de Budapest, incluidos los esfuerzos alemanes para aliviarlo.
Durante el transcurso de la guerra, Lazăr entabla una relación con Silvia (Onesa), la hija del general Marinescu (interpretado por el propio Nicolaescu).

## Reparto
| Actor              | Personaje                                                     |
| ------------------ | ------------------------------------------------------------- |
| George Alexandru   | Ten. Horia Lazăr                                              |
| Anda Onesa         | Silvia Marinescu                                              |
| Valentin Uritescu  | Sgt. Saptefrati                                               |
| Ion Besoiu         | Cnel. Câmpeanu                                                |
| Ștefan Iordache    | Oficial Assakurthy                                            |
| Sergiu Nicolaescu  | Gral. Marinescu                                               |
| Mircea Albulescu   | Horia Lazăr's father                                          |
| Silviu Stănculescu | General soviético                                             |
| Colea Răutu        | Sgt. Pliushkin II                                             |
| Emil Hossu         | Soldado Munteanu, ex-prisionero político                      |
| Vladimir Găitan    | Ten. soviético Igor Ivanich Bodnarenko                        |
| Marian Culiniac    | Cabo Petre Mărgău, de Treznea                                 |
| Ion Siminie        | General alemán Reinhardt, comandante de una división blindada |
| Traian Costea      | Mayor alemán Franz                                            |
| Vasile Muraru      | Soldado Petcu                                                 |
| Stelian Stancu     | Mayor Badiu, comandante de un regimiento de infantería        |
| Eusebiu Ștefănescu | Comandante de tanaques alemán                                 |
| Costel Băloiu      | Soldado Firu                                                  |
| Bogdan Stanoevici  | Soldado Lică                                                  |
| Geo Dobre          | Ten. alemán Peter Ungwart                                     |
| Cristian Șofron    | Cabo rumano                                                   |

## Producción
En lugar de tanques alemanes en funcionamiento, se utilizaron T-34 con marcas alemanas y algunas modificaciones. Parte del rodaje tuvo lugar en el Monasterio de Văcărești durante marzo de 1985. Se produjeron daños durante el rodaje, el peor fue la fractura de una cruz de mármol dada por Constantine Mavrocordatos, uno de los fundadores del monasterio.
Sergiu Nicolaescu escribió en sus memorias que El último asalto fue la más censurada de las películas que dirigió. El Consejo de Liderazgo para la Cultura y la Educación Socialistas obligó a eliminar algunas escenas clave: una de violencia cometida por húngaros; la expulsión del ejército rumano de Budapest, por orden de Stalin, para que el ejército soviético pudiera ser el primero en llegar al edificio del parlamento húngaro; y el drama que involucra al general Gheorghe Avramescu, quien fue acusado por los soviéticos de traición y luego fue ejecutado (su hija se suicidó mientras estaba detenida).
Una escena involucra a un pianista encontrado por tropas rumanas dentro de una casa bombardeada en Budapest; Nicolaescu afirmó esto como una referencia a la historia de Władysław Szpilman (que en realidad estaba en Varsovia), que luego fue dramatizada en El pianista de Roman Polanski.

## Recepción
La película fue un éxito tras su estreno. Muchos comentaron que The Last Assault se sintió como una película estadounidense, lo que Nicolaescu tomó como un cumplido. Fue seleccionada como la entrada rumana a la Mejor Película en Lengua Extranjera en la 59.ª edición de los Premios de la Academia, pero no fue nominada.